# اریک کوماس
اریک کوماس (به انگلیسی: Érik Comas) (زادهٔ ۲۸ سپتامبر ۱۹۶۳ در رمن- سور-ایزر، دروم) رانندهٔ سابق مسابقات فرمول یک اهل فرانسه است. او از ۱۰ مارس ۱۹۹۱ در ۶۳ گراند پری مسابقات فرمول یک شرکت کرده، و در مجموع موفق به کسب ۷ امتیاز شده‌است. آخرین امتیاز بدست‌آمده توسط کوماس که در گراند پری ۱۹۹۴ آلمان موفق به ثبت آن شد، آخرین امتیاز کسب شده برای تیم لاروس نیز بوده‌است.